# 도계읍

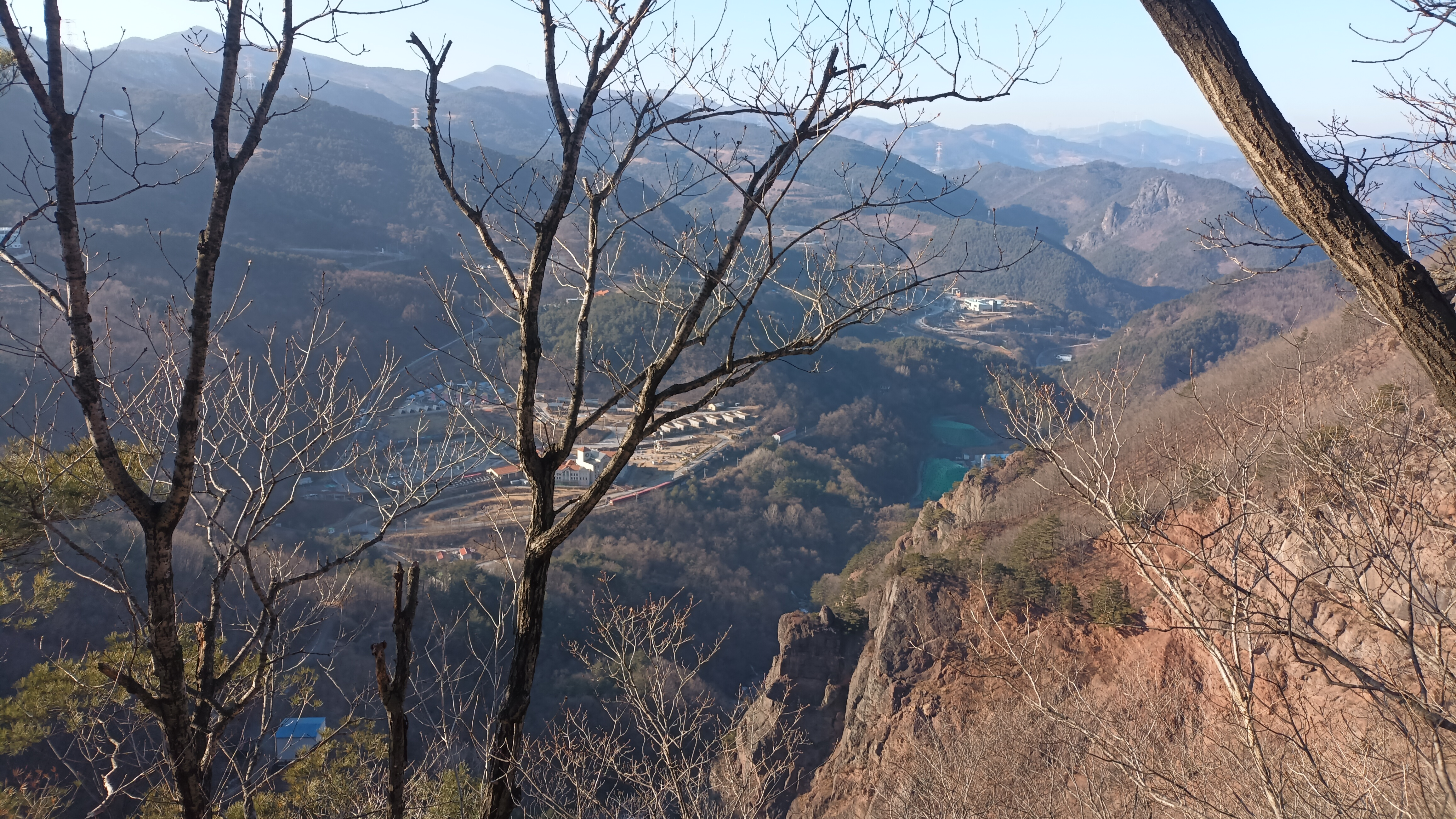
삼척시 도계읍 통리협곡 전경

도계읍(道溪邑, Dogye-eup)은 강원특별자치도 삼척시의 읍이다.

## 역사
- 조선시대 강원도 삼척도호부 소달면
- 1895년 음력 윤5월 1일 강릉부 삼척군 소달면[1] (25리)
- 1896년 8월 4일 강원도 삼척군 소달면[2]
- 1963년 1월 1일 소달면을 도계읍으로 승격하였다.[3]
- 1989년 4월 1일 도계읍 신기출장소, 마차리를 신기면으로 승격하였다.[4] (17법정리)
- 1995년 1월 1일 강원도 삼척시 도계읍[5]

## 행정 구역
- 고사리(古士里)
- 구사리(九士里)
- 늑구리(訥口里): 1, 2리
- 도계리(道溪里): 1, 2, 3, 4, 5리
- 마교리(馬橋里)
- 무건리(武巾里)
- 발이리(發理里)
- 산기리(山基里)
- 상덕리(上德里)
- 신리(新里)
- 심포리(深浦里)
- 전두리(田頭里): 1, 2, 3리
- 점리(店里)
- 차구리(次口里)
- 한내리(汗乃里): 행정리 없음
- 황조리(黃鳥里)
- 흥전리(興田里): 1, 2, 3, 4, 5리

## 관광
- 삼척 도계리 긴잎느티나무(천연기념물 95)
- 삼척 대이리 동굴지대(대이동굴)
- 삼척 신리 너와집 및 민속유물
- 삼척 대이리 너와집
- 삼척 대이리 통방아
- 삼척 대이리 굴피집
- 삼척 흥전리 삼층석탑재
- 삼척 저승굴
- 삼척 늑구리 은행나무
- 한산사지
- 황계사지
- 망경암지
- 환선암지
- 정낭총
- 탄광촌
- 미인폭포

## 교육
- 도계초등학교
  - 소달분교 (폐교) - 도계읍 소달길 54-30 (고사리)
  - 심포분교 (폐교) - 도계읍 강원남부로 893-36 (심포리)
  - 동덕분교 (폐교) - 도계읍 도상로 428 (상덕리)
  - 점리분교 (폐교) - 도계읍 늑구점리길 370-41 (점리)
- 장원초등학교
  - 대교분교 (폐교) - 도계읍 문의재로 1129 (신리)
- 흥전초등학교
- 도계중학교
- 소달중학교 (폐교) - 도계읍 소달1길 30 (고사리)
- 도계고등학교
- 강원대학교 도계캠퍼스

## 교통
- 영동선 : 도계역
  - 솔안역, 고사리역, 하고사리역은 여객 영업을 하지 않는다.
  - 통리역, 심포리역, 흥전역, 나한정역은 폐지되었다.